# Cyclograpsinae
Cyclograpsinae zijn een onderfamilie van krabben (Brachyura) uit de familie Varunidae.

## Geslachten
De Cyclograpsinae omvatten de volgende geslachten:
- Austrohelice K. Sakai, Türkay & Yang, 2006
- Chasmagnathus De Haan, 1833
- Cyclograpsus H. Milne Edwards, 1837
- Helicana K. Sakai & Yatsuzuka, 1980
- Helice De Haan, 1833
- Helograpsus Campbell & Griffin, 1966
- Metaplax H. Milne Edwards, 1852
- Neohelice K. Sakai, Türkay & Yang, 2006
- Paragrapsus H. Milne Edwards, 1853
- Parahelice K. Sakai, Türkay & Yang, 2006
- Pseudohelice K. Sakai, Türkay & Yang, 2006

### Uitgestorven
- † Miosesarma Karasawa, 1989